# Esacloroetano
L'esacloroetano è un alogenuro alchilico di formula Cl3C-CCl3, strutturalmente considerabile come una molecola di etano H3C-CH3 dove tutti i sei atomi di idrogeno sono stati sostituiti con altrettanti atomi di cloro. In condizioni standard appare come un solido cristallino incolore e dall'odore caratteristico, simile a quello della canfora. Poco solubile in acqua, risulta invece ben miscibile nei comuni solventi polari come etanolo, benzene, cloroformio, dietiletere, tetracloroetilene ed oli in generale.

## Sintesi
L'esacloroetano può essere preparato per reazione fra percloroetilene e cloro
{\displaystyle {\ce {CCl2=CCl2 + Cl -> C2Cl6}}}
La reazione avviene in solvente per via fotochimica  oppure in presenza di un opportuno catalizzatore.